# Болкулешть
Болкулешть, Болкулешті (рум. Bolculești) — село у повіті Арджеш в Румунії. Входить до складу комуни Валя-Данулуй.
Село розташоване на відстані 145 км на північний захід від Бухареста, 43 км на північний захід від Пітешть, 116 км на північний схід від Крайови, 92 км на південний захід від Брашова.

## Населення
За даними перепису населення 2002 року у селі проживали 219 осіб, усі — румуни. Усі жителі села рідною мовою назвали румунську.